# الخطوط العريضة لليونان القديمة

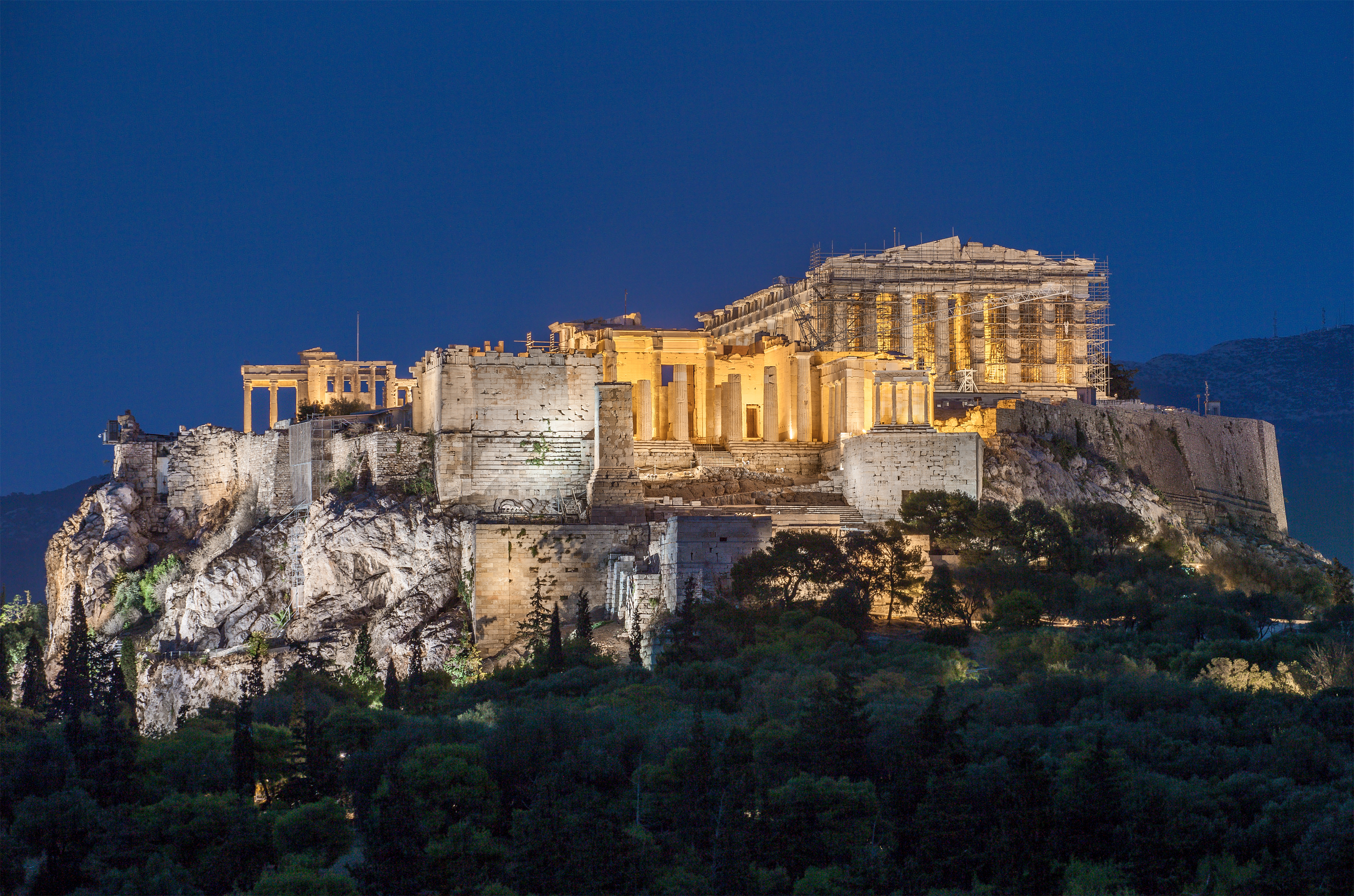
أكروبوليس أثينا

توفر الخطوط العريضة التالية نظرة عامة ودليل موضعي لليونان القديمة:

## جغرافيا اليونان القديمة
- مدن اليونان القديمة [الإنجليزية]
  - قائمة مدن اليونان القديمة [الإنجليزية]

### مناطق اليونان القديمة
مناطق اليونان القديمة
- بيلوبونيز
  - آخايا
    - باتراس
    - ديمي

  - أركاديا
  - أرغوليذا
    - آرغوس
    - موكناي
    - تيرنز
    - إبيداوروس

  - كورينثيا
    - كورنث
    - سيكيون

  - ايلس
    - ايلس
    - أوليمبيا

  - لاكونيا
    - أسبرطة

  - ميسينيا
    - ميسيني
- وسط اليونان
  - آنيس [الإنجليزية]
  - أتيكا
    - أثينا الكلاسيكية

  - بيوتيا
    - ثيفا
    - أورخومينوس
    - خيرونيا

  - دوريس [الإنجليزية]
  - وابية
    - خالكيذا
    - إريتريا

  - لوكريس [الإنجليزية]
  - ماليس [الإنجليزية]
  - ماجيريس [الإنجليزية]
    - ميغارا

  - أوتيتا [الإنجليزية]
  - فوكيس
    - دلفي
    - إلاتيا

  - أكارنانيا
    - ستراتوس

  - أيتوليا
    - ترمس

  - إبرنشيا [الإنجليزية]
  - ديلوبيا [الإنجليزية]
- ثيساليا
  - فيراي
  - لاريسا
    - منطقة فرعية مستقلة

  - ماغنيسيا
    - المناطق الفرعية داخل ثيساليا

  - آخايا فثيوتيس [الإنجليزية]
  - هيثستيوتيس [الإنجليزية]
  - بيلسجاتوس [الإنجليزية]
  - بيربيا [الإنجليزية]
- إبيروس
  - إبيروس [الإنجليزية]
  - Athamania
  - Chaonia
    - فيلياتيس
    - هيمارا
    - بوترنت
    - Panormos
    - سارنده
    - Antigonia
    - Pelion

  - Dassaretia
    - بيرات
    - Kodrion
    - Gertus
    - Creonion

  - Molossis
  - ثيسبروتيا
  - Parauaea
  - Tymphaea
- مقدونيا القديمة
  - Pelagonia
- بحر إيجة
- كريت
- قبرص
- البحر الأيوني
- الدردنيل
- بحر مرمرة
- البوسفور
- الأناضول
  - إيونية
    - سميرنا

  - أيولس
    - Cyme

  - هيكسابوليس دوريي
    - هاليكارناسوس

  - البنطس
- ماجنا غراسيا
- المستعمرات الأغريقية [الإنجليزية]

## الحكومة والسياسة في اليونان القديمة
- الديمقراطية اليونانية القديمة [الإنجليزية]
  - الديمقراطية الأثينية

القانون اليوناني القديم
- المشرعون اليونانيون القدماء
  - دراكو – المشرع الأول لأثينا في اليونان القديمة. وضع قانون مكتوب مكان النظام السائد من القانون الشفهي والعداء الدموي ليتم فرضه فقط من قبل المحكمة. أصبح قانون دراكو المكتوب معروفًا بقسوته، مع صفة «دراكوني - شديد القسوة» التي تشير إلى قواعد أو قوانين لا ترحم على نحو مماثل.
- الدستور الداركوني [الإنجليزية] – أول دستور مكتوب من أثينا. حتى لا يكون هناك من يجهله، تم نشره على ألواح خشبية (νεςονες-axones)، حيث تم الحفاظ به لمدة قرنين تقريبًا، على ألواح تذكارية على شكل ثلاثة أهرامات.

### التاريخ العسكري لليونان القديمة

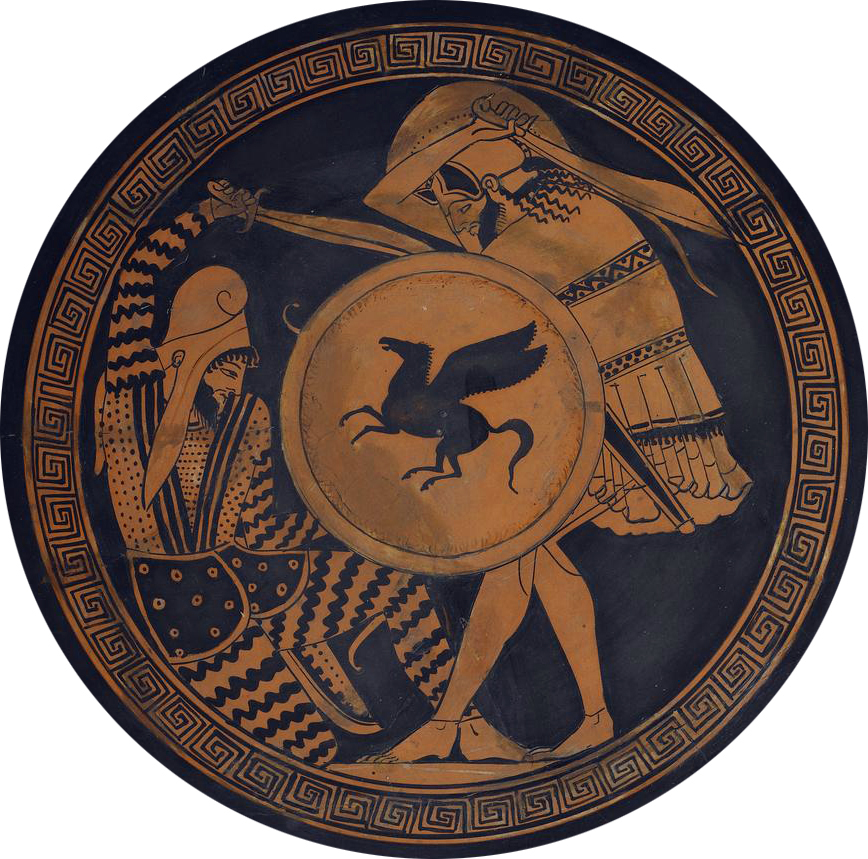
جندي هوبليت يوناني وجندي فارسي يتقاتلان، مرسومة علي كايلكس قديمة، من القرن الخامس قبل الميلاد.

التاريخ العسكري لليونان القديمة

#### الجيش في اليونان القديمة
- الحرب في اليونانية القديمة
  - هوبليت
  - تشكيلة سلامية
  - التكتيكات العسكرية في اليونان القديمة [الإنجليزية]
- المثلية الجنسية في القوات اليونانية القديمة [الإنجليزية]
- عتاد القوات الشخصي في اليونان القديمة [الإنجليزية]

#### القوات العسكرية والتحالفات والإتحادات
- الاتحاد الأيوني [الإنجليزية] (بدء أواسط القرن السابع قبل الميلاد)
- اتحاد آخاين الأول (تأسس في القرن الخامس قبل الميلاد)
- الاتحاد الديلي (478-404 ق.م)
- السيطرة الأسبرطية [الإنجليزية] (431-371 ق.م)
- السيطرة التيفية [الإنجليزية] (371-362 ق.م)
- الرابطة الكورنثية (338-322 ق.م)
- الاتحاد البيلوبونيزي (القرن السادس إلى القرن الرابع قبل الميلاد)
- الاتحاد الأركادي [الإنجليزية] (370 إلي القرن الثالث قبل الميلاد)
- اتحاد آخاين الثاني (280-146 ق.م)
- الإتحاد الأيتوليي (القرن الرابع إلي القرن الثالث قبل الميلاد)

#### الصراعات العسكرية
- حصار طروادة
  - Trojan War characters
- حرب ليلانتين
- الحروب الميسينية
  - الحرب الميسينية الأولى
  - Second Messenian War
  - هيلوتس
- First Sacred War

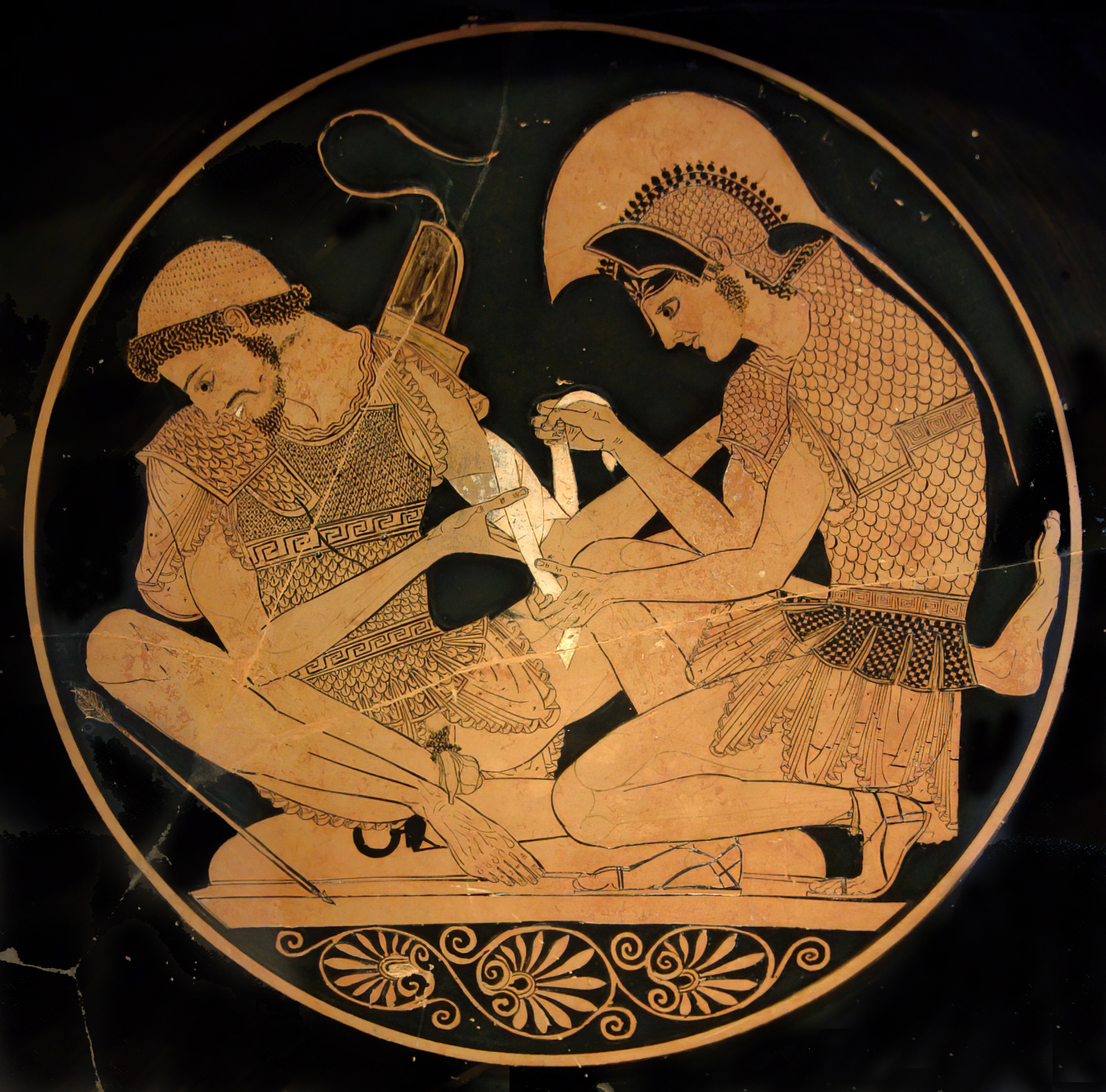
أخيل يرعى فطرقل المصاب بسهم (كايلكس، حوالي 500 ق.م)

- الحروب الفارسية اليونانية – سلسلة من الصراعات بين الإمبراطورية الأخمينية في بلاد فارس ودول المدن في العالم الهيليني (اليوناني) والتي بدأت في 499 ق.م واستمرت حتى 449 ق.م.

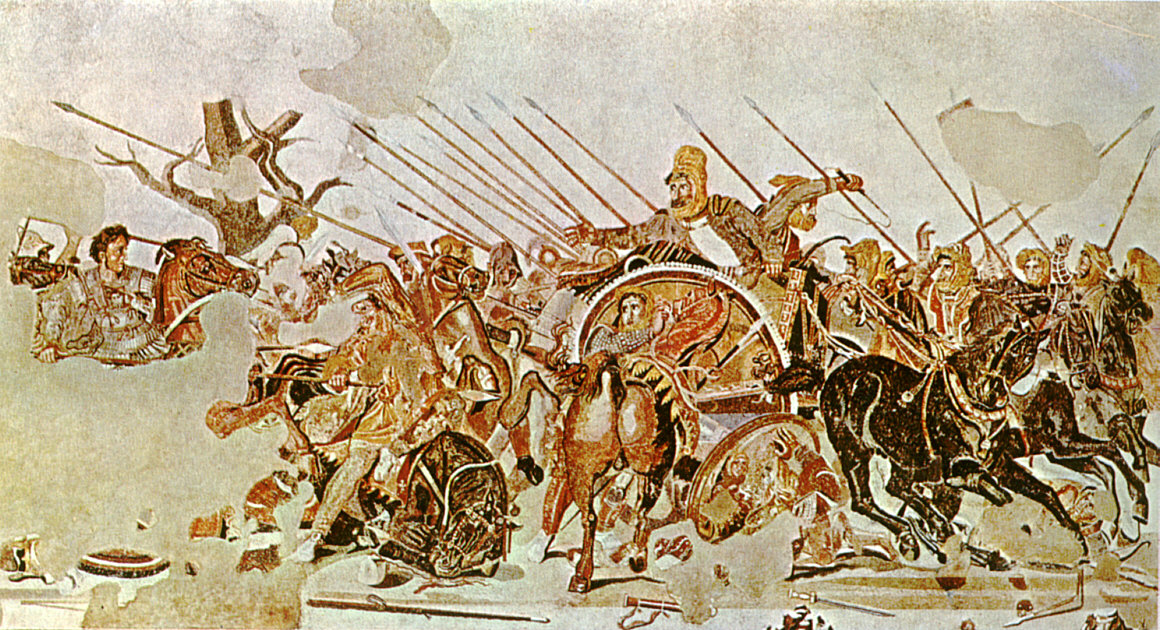
فسيفساء الإسكندر تظهر معركة إسوس، من بيت الفون، بومبي.

  - الثورة الإيونية
  - Battle of Lade
  - معركة ماراثون
  - معركة ترموبيل
  - معركة سالاميس
  - معركة بلاتيا
  - معركة ميكالي
  - Battle of the Eurymedon
- الحرب البيلوبونيزية الأولى
  - Battle of Oenophyta
  - Battle of Coronea (447 BC)
  - Battle of Tanagra (457 BC)
- إمبراطورية قرطاجية
  - الحرب الصقلية الأولي
  - الحرب الصقلية الثانية
- الحرب البيلوبونيسية
  - معركة أرغينوز
  - معركة دليوم
  - Battle of Chalcis
  - معركة سيبوتا
  - Battle of Potidaea
  - Battle of Naupactus (429 BC)
  - Battle of Notium
  - Battle of Syme
  - Battle of Cynossema
  - Battle of Pylos
  - Battle of Sphacteria
  - Battle of Amphipolis
  - معركة مانتينيا
  - Battle of Olpae
  - الحملة الصقلية
  - Battle of Syme
  - Battle of Cyzicus
  - Battle of Aegospotami
- الحرب الكورنثية
- Battle of Coronea (394 BC)
- Battle of Naxos
- معركة ليوكترا
- معركة كينوسكيفالاي
- Battle of Mantinea (362 BC)
- الأناباسيس
  - معركة كوناكسا
- Battle of Crocus Field
- Foreign War

- حروب الإسكندر الأكبر
  - معركة خيرونيا
  - معركة الغرانيكوس
  - معركة إسوس
  - حصار صور (332 ق.م)
  - معركة غوغميلا
  - معركة هيداسبس
- الحرب اللمومية
  - Battle of Crannon
- حروب ملوك طوائف الإسكندر
  - معركة كوروبيديوم
  - Battle of Crannon
  - Battle of Gabiene
  - معركة غزة (312 ق.م.)
  - معركة إبسوس
  - Battle of Paraitacene
  - موقعة رفح
  - معركة سلاميس
- حرب الكرومنادين
- Battle of Sellasia
- معركة بيدنا
- معركة كينوسكيفالاي
- معركة أسكولوم
- الحرب الكريتية (205-200 ق.م)
- الحرب المقدونية الأولى
- الحرب المقدونية الثانية
- الحرب المقدونية الثالثة
- الحرب المقدونية الرابعة
  - معركة بيدنا

## التاريخ العام لليونان القديمة

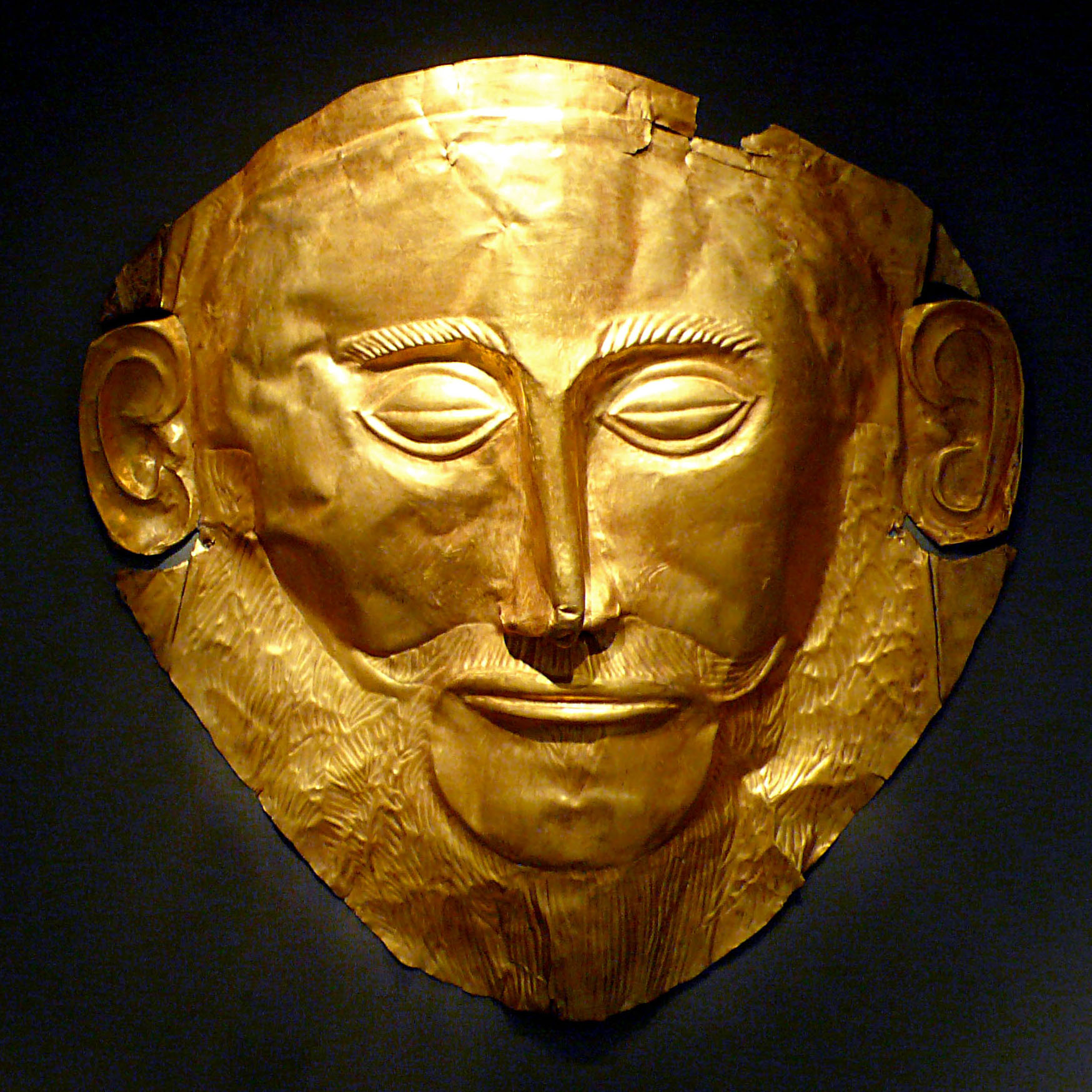
قناع الموت، يُعرف ب قناع أغاميمنون، القرن السادس قبل الميلاد، وربما أشهر أثر تاريخي من اليونان الموكيانية

- الجدول الزمني لليونان القديمة

### التاريخ اليوناني القديم، بالفترة
- تاريخ يونان ما قبل التاريخ
  - حضارة إيجية
    - يونان الموكيانية
    - انهيار العصر البرونزي
      - غزو الدوريون

  - العصور المظلمة اليونانية
- History of ancient Greece (الجدول الزمني لليونان القديمة)
  - اليونان العتيقة
    - Rise of the بوليس
    - الحروب الفارسية اليونانية
      - Siege of Naxos (499 BC)
      - الثورة الإيونية
        - الثورة الإيونية

      - الغزو الفارسي اليوناني الأول
      - غزو الفرس الثاني لليونان

  - العصر الكلاسيكي اليوناني
  - اليونان الهلنستية
  - اليونان الرومانية

### تاريخ اليونان القديمة، بالمنطقة
- تاريخ أثينا

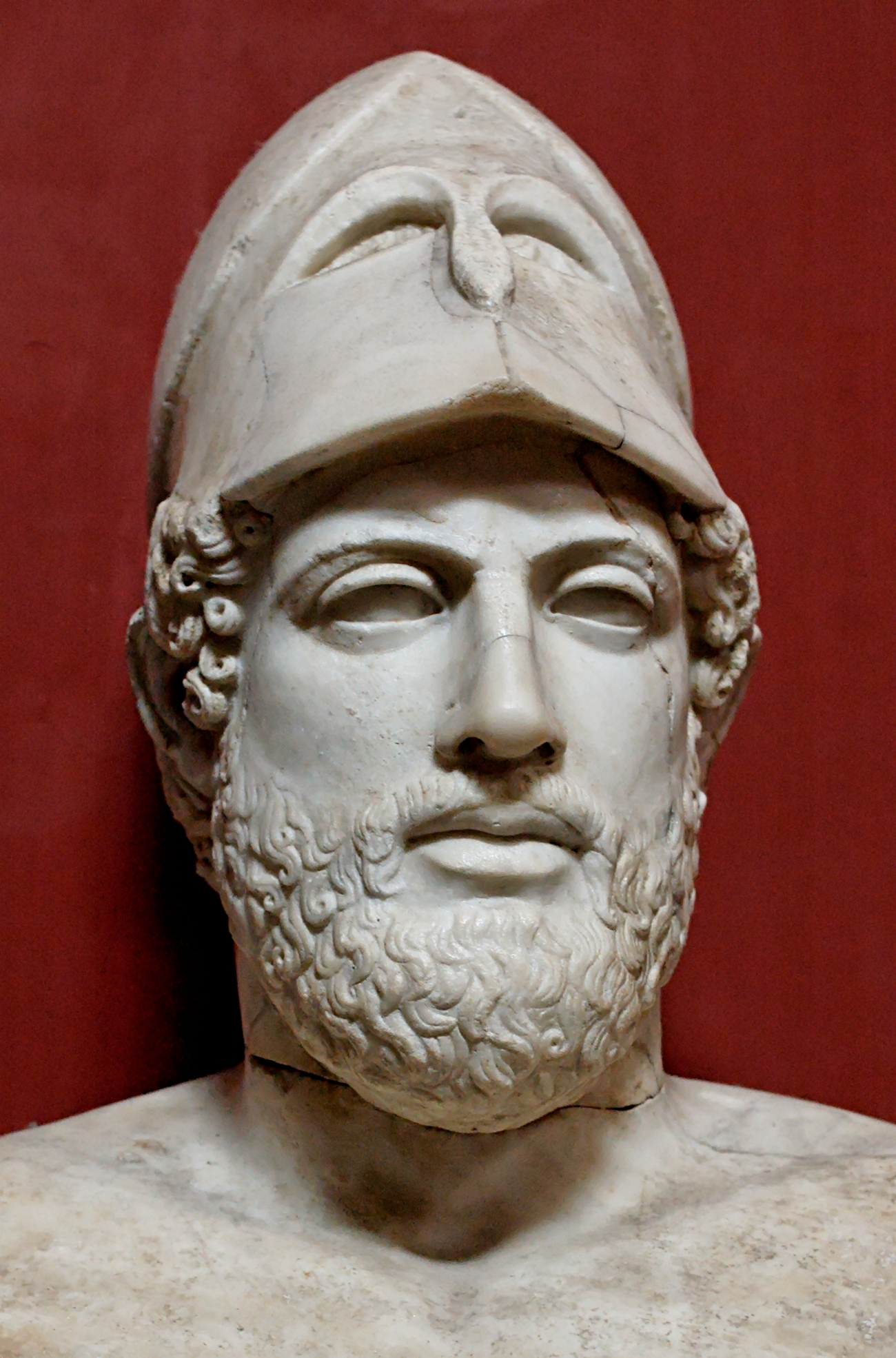
Bust of Pericles, marble Roman copy after a Greek original from c. 430 BC

  - ديمقراطية أثينية – democracy in the أثينا الكلاسيكية developed around the fifth century BC, making Athens one of the first known democracies in the world, comprising the city of Athens and the surrounding territory of Attica. It was a system of direct democracy, in which eligible citizens voted directly on legislation and executive bills.
    - سولون (c. 638 – c. 558 BC)– Athenian statesman, lawmaker, and poet. Legislated against political, economic, and moral decline in اليونان العتيقة. His reforms failed in the short term, yet he is often credited with having laid the foundations for Athenian democracy.[1][2][3][4]
    - كليسثنيس (born around 570 BC). – father of Athenian democracy. He reformed the constitution of ancient Athens and set it on a democratic footing in 508/7 BC.
    - Ephialtes (died 461 BC) – led the democratic revolution against the Athenian aristocracy, which exerted control through the اريوباغوس، the most powerful body in the state.[5] Ephialtes proposed a reduction of the Areopagus' powers, and the إكيلازيا (أثينا القديمة) (the Athenian Assembly) adopted Ephialtes' proposal without opposition. This reform signaled the beginning of a new era of "radical democracy" for which Athens would become famous.
    - بريكليس – arguably the most prominent and influential Greek statesman. When Ephialtes was assassinated for overthrowing the elitist Council of the Aeropagus, his deputy Pericles stepped in. He was elected إستراتيجوس (one of ten such posts) in 445 BCE, which he held continuously until his death in 429 BCE, always by election of the Athenian Assembly. The period during which he led Athens, roughly from 461 to 429 BC, is known as the "Age of Pericles".
    - أوستراكية – procedure under the Athenian democracy in which any citizen could be expelled from the city-state of Athens for ten years.
    - اريوباغوس – council of elders of Athens, similar to the Roman Senate. Like the Senate, its membership was restricted to those who had held high public office, in this case that of أركون.[6] In 594 BC, the Areopagus agreed to hand over its functions to Solon for reform.
    - إكيلازيا (أثينا القديمة) – principal assembly of the democracy of ancient Athens during its "Golden Age" (480–404 BCE). It was the popular assembly, open to all male citizens with 2 years of military service. In 594 BC, Solon allowed all Athenian citizens to participate, regardless of class, even the thetes (manual laborers).
- تاريخ أسبرطة

### تاريخ اليونان القديمة، بالموضوع
- أسماء اليونانيين

### الأعمال على تاريخ اليونان القديمة
- تاريخ الحرب البيلوبونيسية

## تكنولوجيا اليونان القديمة
تكنولوجيا اليونان القديمة
- هندسة اليونان القديمة
- وحدات القياس اليونانية القديمة

## روابط خارجية
- The Canadian Museum of Civilization—Greece Secrets of the Past
- Ancient Greece website from the المتحف البريطاني
- Economic history of ancient Greece
- The Greek currency history
- Limenoscope, an ancient Greek ports database
- The Ancient Theatre Archive, Greek and Roman theatre architecture
- Illustrated Greek History—Dr. Janice Siegel, Department of Classics, Hampden-Sydney College, Virginia